# 贵阳黄猄草
贵阳黄猄草（学名：Strobilanthes labordei）为爵床科紫云菜属的植物，是中国的特有植物。分布于中国大陆的广西、贵州等地，生长于海拔1,900米的地区，目前尚未由人工引种栽培。

## 别名
薄叶马蓝（广西植物）